# وزیرمختار (مجموعه تلویزیونی)
مجموعهٔ تلویزیونی وزیرمختار بر اساس زندگی الکساندر گریبایدوف به کارگردانی سعید نیک‌پور در سال ۱۳۷۰ در ایران ساخته شد.
سه مجموعه تلویزیونی امیرکبیر، شاه شکار و وزیرمختار از سری مجموعه قرن سرنوشت بودند که توسط سعید نیک‌پور ساخته شدند.

## عوامل تولید
- کارگردان: سعید نیک‌پور ، ملک سیما ایلخان
- موسیقی متن: کامبیز روشن‌روان
- محصول: ۱۳۷۰

## داستان
مجموعه تلویزیونی «وزیر مختار»، سرگذشت الکساندر گریبایدوف در تاریخ معاصر ایران را روایت می‌کند.
یکی از مهمترمین تحولات سیاست خارجی ایران با روسیه، بعد از دورهی دوم جنگ‌های ایران و روس و امضاء عهدنامه ترکمانچای، در زمان سلطنت فتحعلی شاه و دوره‌ی دوم صدارت عبدالله خان امین الدوله، سفر گریبایدوف به عنوان سفیر روسیه به ایران، و قتل وی در تهران است.
گریبایدوف برای اجرای مقرارت مربوط به عهدنامه‌ی ترکمنچای و حل اختلافات مرزی به ایران آمد، ولی به علت سوء رفتار و اهانت به مقدسات اسلامی ایرانیان که خواستار استرداد زنان گرجی و ارمنی که مدت‌ها در ایران اقامت داشتند و مسلمان و به ازدواج مردان ایرانی درآمده بودند، بعد از به سفارت بردن دو زن گرجی مسلمان که در خانه‌ی آصف‌الدوله بودند، با تحریک علماء مذهبی به اتّفاق همراهانش توسط مردم به قتل رسید.
خوشبختانه عواقب این حادثه به علت درگیری که بین روسیه و عثمانی وجود داشت، گریبان‌گیر ایران نشد و نیکلای اول، تزار روس، با عذرخواهی شاه ایران و پیشکش الماس شاه نشان توسط هیئت اعزامی دولت ایران قناعت کرد.

## بازیگران
- ایرج راد در نقش گریبایدوف
- اکبر عبدی
- افسر اسدی
- هادی مرزبان
- ژاله علو
- سروش خلیلی
- فخرالدین صدیق‌شریف
- علی رامز
- جهانگیر صمیمی‌فرد
- شاپور بخشایی
- معصومه اسکندری
- فریبا متخصص